# Schots voetbalkampioenschap 1999/00
Het seizoen 1999-2000 was het 103de seizoen in het Schotse competitievoetbal.

## Scottish Premier League
De Scottish Premier League 1999/2000 was het tweede seizoen in de hoogste afdeling van het Schotse voetbal sinds de oprichting van deze hoogste afdeling van het Schotse profvoetbal. Aan de competitie deden tien clubs mee. Titelverdediger was Glasgow Rangers, dat de titel wist te prolongeren. Nieuwkomer Hibernian wist zich te handhaven en eindigde op de zesde plaats in de eindrangschikking. De competitie begon op 31 juli 1999 en eindigde op 21 mei 2000. Aberdeen degradeerde naar de Scottish Football League First Division, maar mocht in het seizoen 2000/2001 andermaal opdraven in de hoogste afdeling omdat de faciliteiten van de nummer drie van de First Division, Falkirk, volgens de Schotse voetbalbond niet voldeden aan de normen.

### Eindstand
| №  | Club                | WG | W  | G  | V  | DV | DT | +/– | Punten |
| -- | ------------------- | -- | -- | -- | -- | -- | -- | --- | ------ |
|    | Glasgow Rangers     | 36 | 28 | 6  | 2  | 96 | 26 | +70 | 90     |
| 2  | Celtic              | 36 | 21 | 6  | 9  | 90 | 38 | +52 | 69     |
| 3  | Heart of Midlothian | 36 | 15 | 9  | 12 | 47 | 40 | +7  | 54     |
| 4  | Motherwell          | 36 | 14 | 10 | 12 | 49 | 63 | –14 | 52     |
| 5  | St. Johnstone       | 36 | 10 | 12 | 14 | 36 | 44 | –8  | 42     |
| 6  | Hibernian           | 36 | 10 | 11 | 15 | 49 | 61 | –12 | 41     |
| 7  | Dundee              | 36 | 12 | 5  | 19 | 45 | 64 | –19 | 41     |
| 8  | Dundee United       | 36 | 11 | 6  | 19 | 34 | 57 | –23 | 39     |
| 9  | Kilmarnock          | 36 | 8  | 13 | 15 | 38 | 52 | –14 | 37     |
|    |                     |    |    |    |    |    |    |     |        |
| 10 | Aberdeen            | 36 | 9  | 6  | 21 | 44 | 83 | –39 | 33     |

|  | Geplaatst voor de tweede voorronde van de UEFA Champions League 2000/01 |
|  | Geplaatst voor de voorronde van de UEFA Cup 2000/01                     |
|  | Gedegradeerd naar de Scottish Football League First Division            |

### Topscorers
- In onderstaand overzicht zijn alleen de spelers opgenomen met tien of meer treffers achter hun naam.

| №  | Naam            | Club                | Goals | Pen. | Duels | Gem. |
| -- | --------------- | ------------------- | ----- | ---- | ----- | ---- |
| 1  | Mark Viduka     | Celtic              | 25    | 3    | 28    | 0,89 |
| 2  | Billy Dodds     | Glasgow Rangers     | 19    | 2    | 33    | 0,58 |
| 3  | Jörg Albertz    | Glasgow Rangers     | 17    | 4    | 35    | 0,49 |
| 4  | Rodney Wallace  | Glasgow Rangers     | 16    | 0    | 28    | 0,57 |
| 5  | Gary McSwegan   | Heart of Midlothian | 13    | 0    | 30    | 0,43 |
| 6  | Willie Falconer | Dundee              | 12    | 0    | 31    | 0,39 |
| 7  | Mark Burchill   | Celtic              | 11    | 0    | 28    | 0,39 |
| 7  | John Spencer    | Motherwell          | 11    | 0    | 28    | 0,39 |
| 9  | Kenny Miller    | Hibernian           | 11    | 0    | 31    | 0,35 |
| 10 | Nathan Lowndes  | St. Johnstone       | 10    | 0    | 25    | 0,40 |

## First Division
Falkirk FC eindigde op de derde plaats en had op basis van die klassering recht op het spelen van promotie/degradatieplay-offs tegen Aberdeen, de nummer tien en laatst uit de Scottish Premier League. Maar omdat de faciliteiten van de nummer drie van de First Division volgens de Schotse voetbalbond niet voldeden aan de normen moest de club afzien van deelname aan de nacompetitie. Aberdeen handhaafde zich daardoor in de hoogste afdeling.

### Eindstand
| №  | Club                         | WG | W  | G  | V  | DV | DT | +/– | Punten |
| -- | ---------------------------- | -- | -- | -- | -- | -- | -- | --- | ------ |
| 1  | St. Mirren                   | 36 | 23 | 7  | 6  | 75 | 39 | +36 | 73     |
| 2  | Dunfermline Athletic         | 36 | 20 | 11 | 5  | 66 | 33 | +31 | 71     |
| 3  | Falkirk                      | 36 | 20 | 8  | 8  | 67 | 40 | +27 | 68     |
| 4  | Livingston                   | 36 | 19 | 7  | 10 | 60 | 45 | +15 | 64     |
| 5  | Raith Rovers                 | 36 | 17 | 8  | 11 | 55 | 40 | +15 | 59     |
| 6  | Inverness Caledonian Thistle | 36 | 13 | 10 | 13 | 60 | 55 | +5  | 49     |
| 7  | Ayr United                   | 36 | 10 | 8  | 18 | 44 | 52 | –8  | 38     |
| 8  | Greenock Morton              | 36 | 10 | 6  | 20 | 45 | 61 | –16 | 36     |
| 9  | Airdrieonians                | 36 | 7  | 8  | 21 | 29 | 69 | –40 | 29     |
|    |                              |    |    |    |    |    |    |     |        |
| 10 | Clydebank                    | 36 | 1  | 7  | 28 | 17 | 82 | –65 | 10     |

|  | Gepromoveerd naar de Scottish Premier League 2000/01  |
|  | Gedegradeerd naar de Scottish Second Division 2000/01 |

### Topscorers
- In onderstaand overzicht zijn alleen de spelers opgenomen met twaalf of meer treffers achter hun naam.

| 1 | Mark Yardley    | St. Mirren                   | 19 | ? |
| 2 | Stevie Crawford | Dunfermline Athletic         | 16 | ? |
| 2 | Barry Lavety    | St. Mirren                   | 16 | ? |
| 4 | Brian McPhee    | Livingston                   | 15 | ? |
| 4 | David Bingham   | Livingston                   | 15 | ? |
| 6 | Glynn Hurst     | Ayr United                   | 14 | ? |
| 6 | Scott Crabbe    | Falkirk                      | 14 | ? |
| 8 | Barry Wilson    | Inverness Caledonian Thistle | 12 | ? |
| 8 | Craig Dargo     | Raith Rovers                 | 12 | ? |

## Second Division
Hamilton Academical degradeerde naar de Scottish Football League Third Division nadat de club vijftien punten in mindering was gebracht. Reden daarvoor was het feit dat de club niet was komen opdagen op 1 april 2000 voor de wedstrijd tegen Stenhousemuir.

### Eindstand
| №  | Club                | WG | W  | G  | V  | DV | DT | +/– | Punten |
| -- | ------------------- | -- | -- | -- | -- | -- | -- | --- | ------ |
| 1  | Clyde               | 36 | 18 | 11 | 7  | 65 | 37 | +28 | 65     |
| 2  | Alloa Athletic      | 36 | 17 | 13 | 6  | 58 | 38 | +20 | 64     |
| 3  | Ross County         | 36 | 18 | 8  | 10 | 57 | 39 | +18 | 62     |
| 4  | Arbroath            | 36 | 11 | 14 | 11 | 52 | 55 | –3  | 47     |
| 5  | Partick Thistle     | 36 | 12 | 10 | 14 | 42 | 44 | –2  | 46     |
| 6  | Stranraer           | 36 | 9  | 18 | 9  | 47 | 46 | +1  | 45     |
| 7  | Stirling Albion     | 36 | 11 | 7  | 18 | 60 | 72 | –12 | 40     |
| 8  | Stenhousemuir       | 36 | 10 | 8  | 18 | 44 | 59 | –15 | 38     |
| 9  | Queen of the South  | 36 | 8  | 9  | 19 | 45 | 75 | –30 | 33     |
|    |                     |    |    |    |    |    |    |     |        |
| 10 | Hamilton Academical | 36 | 10 | 14 | 12 | 39 | 44 | –5  | 29     |

|  | Gepromoveerd naar de Scottish Second Division 2000/01 |
|  | Gedegradeerd naar de Scottish Third Division 2000/01  |

## Third Division

### Eindstand
| №  | Club               | WG | W  | G  | V  | DV | DT | +/– | Punten |
| -- | ------------------ | -- | -- | -- | -- | -- | -- | --- | ------ |
| 1  | Queen's Park       | 36 | 20 | 9  | 7  | 54 | 37 | +17 | 69     |
| 2  | Berwick Rangers    | 36 | 19 | 9  | 8  | 53 | 30 | +23 | 66     |
| 3  | Forfar Athletic    | 36 | 17 | 10 | 9  | 64 | 40 | +24 | 61     |
| 4  | East Fife          | 36 | 17 | 8  | 11 | 45 | 39 | +6  | 59     |
| 5  | Cowdenbeath        | 36 | 15 | 9  | 12 | 59 | 43 | +16 | 54     |
| 6  | Dumbarton          | 36 | 15 | 8  | 13 | 53 | 51 | +2  | 53     |
| 7  | East Stirlingshire | 36 | 11 | 7  | 18 | 28 | 50 | –22 | 40     |
| 8  | Brechin City       | 36 | 10 | 8  | 18 | 42 | 51 | –9  | 38     |
| 9  | Montrose           | 36 | 10 | 7  | 19 | 39 | 54 | –15 | 37     |
| 10 | Albion Rovers      | 36 | 5  | 7  | 24 | 33 | 75 | –42 | 22     |